# برونو فريك
برونو فريك هو سياسي سويسري، ولد في 31 مايو 1953 في Wittenbach ‏ في سويسرا. نشط حزبياً في حزب الشعب الديمقراطي المسيحي في سويسرا ‏. وقد انتخب رئيس مجلس الولايات السويسري ‏ وانتخب عضو مجلس الولايات السويسري ‏ (25 نوفمبر 1991 – 4 ديسمبر 2011).